# Ed Starr
Edgar "Ed" Starr, né le 8 septembre 1908 et mort en octobre 1970, est un artiste de décor d'animation américain. Il est principalement connu pour son travail au sein de studios Disney et Columbia Pictures.

## Filmographie
- 1940 : Pinocchio
- 1940 : Fantasia, segments La Sacre du Printemps
- 1946 : Kongo-Roo
- 1946 : The Schooner the Better
- 1946 : Mélodie du Sud
- 1947 : Coquin de printemps
- 1953 : Papa est de sortie
- 1953 : Mickey à la plage
- 1956 : Working Dollars
- 1956 : Pluto's Day